# Baroudiyah
Baroudiyeh (tiếng Ả Rập: البارودية) là một ngôi làng Syria nằm ở Al-Hamraa Nahiyah ở huyện Hama, Hama. Theo Cục Thống kê Trung ương Syria (CBS), Baroudiyeh có dân số 210 người trong cuộc điều tra dân số năm 2004.. Trong cuộc nội chiến ở Syria, Baroudiyeh đã bị ISIS bắt giữ, sau đó SAA chiếm được thị trấn này vào ngày 6 tháng 2 năm 2018.